# Softpedia
Softpedia là một trang web chuyên cung cấp các thông tin và cho phép tải các phần mềm được đã được liệt kê; bao gồm các game, trình điều khiển thiết bị, các phần mềm cho điện thoại di động, các phần mềm hỗ trợ nền tảng Windows, Macintosh, hay Linux, cũng như các thiết bị cá nhân. Trang web cũng cung cấp các tin tức công nghệ, khoa học, giải trí, y học nổi bật được dẫn từ các nguồn tin được chọn lựa. Tháng 4 năm 2007, đây là một trong tốp 500 trang web theo Alexa. The site was originally known as Softnews.ro, but was changed to Softpedia near the end of 2003.
Các danh mục phần mềm được sắp xếp theo cấp bậc dựa theo một đường dẫn giống với hệ thống tệp tin của Windows, như "C: \ Mobile Phone Tools \ Sony Ericsson." Người dùng có thể sắp xếp theo các tiêu chuẩn như thời điểm lần cập nhật gần nhất, số lần tải xuống, hay theo sự đánh giá. Có 3 chế độ xem: thông thường, phần mềm miễn phí (freeware), shareware cho phép người dùng bỏ qua một số loại phần mềm không cần thiết nào đó.

## Kiểm tra malware
Softpedia tuyên bố rằng mỗi sản phẩm phần mềm đều được kiểm tra triệt để trước khi liệt kê với những phần mềm chống virus và spyware uy tín để chứng tỏ trang web là hoàn toàn an toàn, và những sản phẩm không có virus, malware, adware, spyware sẽ được trang web chứng nhận là "100% an toàn"; ngay cả các phần mềm miễn phí cũng được cấp chứng nhận này.

## Thống kê
- Số các ứng dụng được liệt kê: 398.969 vào 23 tháng 3 năm 2008
- Tổng số lần tải xuống: 576.322.108 vào 23 tháng 3 năm 2008